# Алиев, Мешади Али оглы
Мешади Али оглы Алиев (азерб. Məşədi Əli oğlu Əliyev; 22 марта 1923, Джорат — ?) — советский азербайджанский энергетик, Герой Социалистического Труда (1977), почётный энергетик Азербайджанской ССР (1974).

## Биография
Родился 22 марта 1923 года в селе Джорат Бакинского уезда Азербайджанской ССР (ныне пгт Джорат в подчинении города Сумгаит).
Участник Великой Отечественной войны. Воевал в составе 383-й стрелковой дивизии, участвовал в боевых действиях на Кубани, в Донбассе, Крыму, Польше. 15 апреля 1943 года попал в плен к врагу, позже освобождён.
Начал трудовую деятельность в мае 1941 года на Сумгаитской ТЭЦ № 1, с 1962 года — старший машинист котельного цеха ТЭЦ. На своём посту Алиев показал высокие производственные результаты, успешно выполнял план. По итогам девятой пятилетки (1971—1975) Мешади Алиев выполнил план по производству энергии в 103 процента (в энергетике 1 процент — сотни тысяч киловаттов в час). Тепловые электростанции СССР производили около 80 процентов электроэнергии и в то же время потребляли более 40 процентов топлива страны, но цех Мешади Алиева установил рекорд — за девятую пятилетку ТЭЦ сэкономила 1000 тонн топлива.
Коллеги хорошо отзывались о Мешади Алиеве, называли его принципиальным, уравновешенным, мягким и отзывчивым человеком. Он всегда уважал чужое мнение, тактично исправлял ошибки других.
Указом Президиума Верховного Совета СССР от 17 мая 1977 года за выдающиеся производственные успехи, достигнутые в выполнении плана на 1976 год и принятых социалистических обязательств, Алиеву Мешади Али оглы присвоено звание Героя Социалистического Труда с вручением ордена Ленина и золотой медали «Серп и Молот».
Активно участвовал в общественной жизни Азербайджана. Член КПСС с 1956 года. Избирался депутатом Сумгаитского городского Совета народных депутатов 3-го созыва, член бюро Сумгаитского горкома партии.
Именем Алиева названа улица в посёлке Джорат.